# 4motion
4motion (ранее Syncro) — торговое название, используемое концерном Volkswagen AG для обозначения технологий, либо систем постоянного полного привода (4WD), применяемых в конструкции тех или иных автомобилей. До 1998 года Volkswagen  использовал термин «Syncro» для обозначения полноприводных моделей.
Дочерние предприятия концерна Volkswagen Group используют собственные обозначения полноприводных модификаций: «quattro» у Audi, добавочное обозначение «4x4» в дополнение к названию модели у Škoda, у Porsche также дополнительно к модели приписывается цифра«4».
Ни один из вышеуказанных товарных знаков не относится к какой-либо конкретной системе или технологии полного привода. Как правило, на модификацях «4motion» моделей с поперечно расположенным двигателем используется система автоматически подключаемого полного привода с вискомуфтой (до 1998 года) или муфтой Халдекс, а на автомобилях с продольно расположенным двигателем безальтернативно используется система постоянного полного привода с центральным дифференциалом типа Torsen, идентичная автомобилям Audi, либо с блокируемым центральным дифференциалом.